# Шукач
«Розшукувальний» (англ. Cruising) — американський трилер 1980 року.

## Сюжет
У Нью-Йорку починають знаходити людські тіла. Поліція вважає, що це справа рук серійного вбивці, який знайомиться в барах з геями, після чого ґвалтує їх і вбиває. Офіцеру Стіву Бернсу, зовні схожому на жертв, доручають впровадитися у середовище гомосексуалів і спробувати встановити особу нічного різника. Бернс погоджується стати підсадною качкою і під виглядом випускника художньої школи Джона Форбса починає відвідувати місцеві гей-бари.

## У ролях
| Актор             | Роль                |
| ----------------- | ------------------- |
| Аль Пачіно        | Стів Бернс          |
| Пол Сорвіно       | капітан Еделсон     |
| Карен Аллен       | Ненсі               |
| Річард Кокс       | Стюарт Річардс      |
| Дон Скардіно      | Тед Бейлі           |
| Джо Спінелл       | патрульний Дісаймон |
| Джей Аковоне      | Скіп Лі             |
| Ренді Юргенсен    | детектив Лефранскі  |
| Бартон Гейман     | доктор Ріфкин       |
| Джин Девіс        | Давінчі             |
| Арнальдо Сантана  | Лорен Лукас         |
| Ларрі Атлас       | Ерік Россман        |
| Аллан Міллер      | начальник           |
| Сонні Гроссо      | детектив Блазіо     |
| Ед О'Нілл         | детектив Шрайбер    |
| Майкл Аронін      | детектив Девіс      |
| Джеймс Ремар      | Грегорі             |
| Вільям Расс       | Пол Гейнс           |
| Майк Старр        | патрульний Дешер    |
| Стів Інвуд        | Мартіно             |
| Кіт Прентіс       | Джої                |
| Леланд Старнс     | Джек Річардс        |
| Роберт Поуп       | друг Давінчі        |
| Лео Берместер     | Water Sport         |
| Брюс Лівайн       | танцюрист           |
| Чарльз Данлеп     | Три Карти Монте     |
| Пауерс Бут        | продавець           |
| Джеймс Суторіус   | Джек, озвучка       |
| Річард Джемісон   | Споттер             |
| Джиммі Рей Вікс   | продавець           |
| Девід Вінні Гейес | вибивала            |
| Кармін Стіппо     | бармен              |

## Цікаві факти
- За словами багатьох акторів і продюсера фільму Джеррі Вайнтрауба, вони досі не знають, хто вбивця.
- Щоб більш реалістично показати світ барів, де збираються геї-мазохісти, творці картини, зокрема, сам Вільям Фрідкін і Аль Пачіно відвідували такі бари в Нью-Йорку.
- Зйомки фільму супроводжувалися протестами представників ЛГБТ, які всіляко заважали зйомкам — тисячі їх представників скандували гасла, свистіли і кричали, тим самим роблячи неможливими натурні зйомки.
- Фрідкін спочатку планував зняти фільм на чорно-білу плівку.
- Перші покази картини були вкрай негативними.
- Продюсер фільму, Джеррі Вайнтрауб, викупив права на екранізацію однойменного роману Джеральда Вокера в рік його виходу, незважаючи на те, що книга не мала великого комерційного успіху.
- У фільму були великі проблеми з присудженням йому рейтингу. Зрештою, Фрідкіну вдалося отримати і без того не самий «вдалий» в комерційному плані рейтинг «R».
- Фільм відрізняється незвичайною музикою. Це пов'язано з тим, що композитор картини, Джек Ніцше, при запису звукового супроводу до фільму використовував звуки, не музичних інструментів, а, наприклад, такі що утворювалися за допомогою тертя один об одного двох стекол.